# واشک‌ها
واشک‌ها یا بازک‌ها (نام علمی: Microspizias) یک سرده از پرندگان شکاری تیرهٔ بازان (Accipitridae) و دارای گونه‌های زیر است:
- باز ریز (Microspizias superciliosus)
- باز نیم‌یقه (Microspizias collaris)

هر دو گونه در گذشته در سردهٔ بازها (Accipiter) طبقه‌بندی می‌شدند، اما گزارشی در سال ۲۰۲۱، بر اساس تحقیقات پیشین وجود دارد که نشان داد آنها از نظر تبارزایی کاملاً متمایز هستند، و یک سردهٔ جدید (Microspizias) را برای آنها توصیف کرد. این نیز توسط کنگره بین‌المللی پرنده‌شناسی و انجمن پرنده‌شناسی آمریکا پیروی شد.
نام واشک‌ها Microspizias از کلمه یونانی micros (به معنی "کوچک") و spizias ("واشه" یا "باز") گرفته شده است که به معنای واقعی کلمه به "باز کوچک" ترجمه می‌شود.